# ATSV Sarrebruck
L'ATSV Sarrebruck est un club allemand omnisports situé à Sarrebruck dont la section de tennis de table a été créée en 1947. Le club a réalisé en 1985 un quadruplé inédit en faisant le doublé Championnat-Coupe avec les  sections féminines ET masculines.

## Palmarès

### Équipe féminine
- Championnes d'Allemagne en 1985
- Vainqueurs de la Coupe d'Allemagne en 1985
- Finalistes de la Coupe d'Europe Nancy-Evans en 1985

### Équipe masculine
- Vainqueurs de la Coupe des Clubs Champions en 1986
- Vainqueurs de la Coupe d'Europe Nancy-Evans en 1982 et 1989
- Champions d'Allemagne en 1983, 1984, 1985, 1989
- Vainqueurs de la Coupe d'Allemagne en 1985, 1986, 1989
- Finalistes de la Coupe des Clubs Champions en 1987, 1990, 1992
- Finalistes de la Coupe d'Europe Nancy-Evans en 1981, 1984, 1987